# ديناميكية دوائية

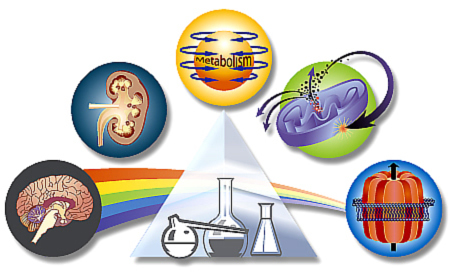

الديناميكية الدوائية (بالإنجليزية: Pharmacodynamics، وبالفرنسية: Pharmacodinamique) هو فرع من فروع علم الأدوية يُعنى بدراسة الآثار البيوكيميائية والفيزيولوجية للأدوية على الجسم أو على الكائنات الحية الدقيقة أو الطفيليات داخله أو دراسة آليات عمل الأدوية وعلاقة تركيز الدواء بمفعوله.
المفعول الدوائي (المفعول الفارماكودينامي) هو كل تعديل قابل للقياس وللإنتاج، وظيفي أو عضوي ينتجه الدواء في النظام البيولوجي المستهدف.
| دراسة التأثيرات الدوائية في المنظومات الحية، بما في ذلك التفاعلات مع و المتصلة بمكونات الخلية، والعواقب البيوكيميائية والفيزيولوجية لهذه التأثيرات. |
| —تعريف الاتحاد الدولي للكيمياء البحتة والتطبيقية IUPAC                                                                                              |

أهم أهداف الديناميكية الدوائية :
- تقييم علاقة التركيز/المفعول
- تحديد المجال العلاجي للدواء

يمكن تبسيط علم الديناميكية الدوائية بالقول انه دراسة ما يفعل لدواء للجسم، في حين ان علم الحركيات الدوائية يهتم بدراسة ما يفعله الجسم للدواء

## الثأتيرات على الجسم
غالبية الأدوية إما:
- تقوم بتقليد أو تمنع العمليات الفزيولوجية / البيوكيميائية العادية أو تمنع العمليات المرضية في الحيوانات
- تمنع العمليات الحيوية للطفيليات الداخلية أو الخارجية والكائنات الميكروبية

هناك 7 مفعولات أساسية للأدوية:
- تحفيز النشاط بواسطة محرضات مباشرة للمستقبلات الخلوية
- خفض النشاط بواسطة محرضات مباشرة للمستقبلات الخلوية
- كبح النشاط بواسطة ارتباط مضادات المستقبلات وبالتالي منع إثارة أي تنبيه في هذه المستقبلات (الدواء يرتبط بالمستقبل الخلوي لكن لا يفعله)
- موازنة وتثبيت النشاط (هذه الأدوية لا تحفز أو تخفض أو تكبح النشاط لكن هدفها هو الحفاظ على ثباته واتزانه)
- تبادل/استبدال بعض المواد أو تجميعها على شكل مخزون (مثال: تخزين الجليكوجين)
- تفاعل كيميائي مباشر مفيد (مضاد تأكسد)
- تفاعل كيميائي مباشر ضار قد تسبب في تضرر أو تدمير الخلايا

## أنواع التأثيرات الدوائية
يؤدي تناول الدواء إلى عدة تأثيرات:
- التأثير الرئيسي: هذا هو التأثير العلاجي المطلوب من الأدوية.
- تأثير العلاج الوهمي): هي التأثيرات التي لا تتعلق بنشاط الأدوية حقا.
- تأثيرات غير مرغوب فيها: عندما يتسبب الدواء في تأثيرات سلبية بنفس الجرعة التي تنتج تأثير علاجي.
- تأثيرات جانبية: هذه التأثيرات السلبية هي نتيجة مباشرة للمفعول الأساسي للدواء.[3]
- تاُثيرات ثانوية: هذه التأثيرات السلبية هي نتيجة غير مباشرة للمفعول الأساسي للدواء.
- التأثير السام: يختلف عن التأثيرات السابقة باعتباره نتيجة لتناول جرعات مفرطة وهو تأثير معتمد على الجرعة أي كمية الدواء التي يتعرض لها الجسم ومدة التعرض.[4]
- التأثير المميت: تأثير بيولوجي للدواء يؤدي للموت.[5]

## النشاط المطلوب
النشاط المرغوب للدواء يرجع أساسا إلى الاستهداف الناجح من واحد مما يلي:
- التفاعل مع بروتينات أنزيمية
- التفاعل مع البروتينات الهيكلية
- التفاعل مع البروتينات الحاملة
- التفاعل مع القنوات الأيونية
- تفاعل كيميائي مع آثار بعدية
- ارتباط جزيئات بمستقبلات :
  - مستقبلات الهرمونات
  - مستقبلات المعدلات العصبية
  - مستقبلات النواقل العصبية

## آثار غير مرغوب فيها
الآثار غير المرغوب فيها للدواء تشمل:
- زيادة احتمال طفرة الخلية (النشاط مسرطن)
- التفاعل (الإضافة، التضاعف، أو الاستقلاب)
- التسبب في أضرار فيزيولوجية أو في حالات مزمنة غير طبيعية

## المجال العلاجي للدواء
ويقصد به الفرق بين الجرعة الفعالة والجرعة السامة، الجرعات التي تكون أقل من الجرعة الفعالة لا يكون لديها أي فعالية أما الجرعات التي تكون فوق المجال تسبب تأثيرات جانبية خطيرة جدا، كلما تقلص هذا المجال كلما زادت ضرورة الانتباه في وصف وتناول الدواء مع مراقبة مستمرة لتركيز الدواء في الدم.

## مدة العمل
يقصد بمدة عمل الدواء الوقت الذي يكون فيه الدواء فعال في الجسم.
تتأثر مدة عمل الدواء بعدة عوامل من بينها عمر النصف للمادة الفعالة والوقت اللازم للوصول للتوازن بين تركيز الدواء في الدم وتركيزه في العضو المستهدف.

## الإرتباط بالمستقبل
يخضع ارتباط الدواء بالمستقبلات لقانون فاعلية الكتلة

## وصلات خارجية
- برمجية تنبؤية لتصميم الأدوية وتطويرها (بالإنجليزية)
- مقدمة للحركيات الدوائية والديناميكية الدوائية (بالإنجليزية)